# دكماوية
الدكماوية (الاسم العلمي:Gomphreneae) هي قبيلة من النباتات تتبع الفصيلة القطيفية من رتبة القرنفليات.

## أجناس الدكماوية
- الدكمة
- النمول